# Antoine Parent
Antoine Parent, né le 16 septembre 1666 et mort 26 septembre 1716 à Paris, est un physicien et mathématicien français. Peu considéré à son époque en raison de son tempérament difficile, il est reconnu plus tard, notamment comme un pionnier de la science des machines.

## Biographie
Né d’une famille originaire de Chartres (son père, fils d’un avocat aux Conseils, étant toutefois né à Paris), Antoine Parent est confié avant ses trois ans à Antoine Mallet, un oncle de sa mère, curé du bourg de Lèves, à charge pour celui-ci de l’élever chez lui et d’en être le précepteur.
S’il apprend surtout auprès de son oncle la religion chrétienne et la piété, dont il gardera toute sa vie, dans le célibat, une pratique stricte et austère, il développe aussi spontanément un intérêt pour les questions mathématiques qu’il étudie et expérimente en autodidacte.
A 14 ans, il est mis en pension chez un ami de son oncle, enseignant de rhétorique à Chartres, où, par le hasard de la présence dans sa chambre d’un dodécaèdre pourvu sur chaque face d’un cadran, il se prend de passion pour la gnomonique et la géométrie.
Par obéissance envers ses parents, il étudie ensuite le droit à Paris, mais, à l’issue, revient aux mathématiques et s’y consacre totalement, vivant modestement dans une chambre du collège de Dormans, « qu’il ne quittait que pour assister aux cours de M. de la Hire ou M. Sauveur au Collège Royal. ».
Puis il prend des écoliers et enseigne notamment les fortifications, répondant à une demande en cette matière à l’époque. Mais il lui manque la connaissance du terrain, qu’il va acquérir en s’engageant pour deux campagnes en tant que mathématicien auprès du Marquis d’Alègre pour lequel il lève de nombreux plans.
Sa vie après cela est consacrée aux sciences au sens large, Antoine Parent se montrant insatiable et infatigable aux études et expérimentations en tous domaines : sciences naturelles, mathématiques, mécanique, anatomie, botanique, chimie, entre autres.
Ses connaissances scientifiques étant reconnues, il est choisi comme élève en mécanique par Gilles Filleau des Billettes, après l’admission de celui-ci à l’Académie des sciences en 1699.
Toutefois, Antoine Parent se fait aussi connaître de façon négative en raison de son impétuosité naturelle et d’une propension à contredire et critiquer sans ménagement. Ce caractère, qualifié parfois de détestable, ajouté au fait que ses écrits paraissent pour certains obscurs et désordonnés, lui vaut souvent de n’être ni écouté ni considéré à la hauteur de sa valeur scientifique,.
En janvier 1716, à la faveur d’un nouveau règlement ayant pour objet d’abolir les titres par trop inégaux au sein de l’Académie, il est sorti du rang d’élève à l’Académie pour être nommé "adjoint en géométrie". Mais, atteint de la petite vérole, il meurt quelques mois plus tard, le 26 septembre de la même année, à l’âge de 50 ans.

## Travaux

### Contexte général
A son entrée à l’Académie en qualité d'élève de M. des Billetes, Antoine Parent est reconnu pour exceller principalement en mécanique. Mais il apparaît rapidement que toutes les matières scientifiques l’intéressent et qu’il en possède des connaissances approfondies.
Qualifié de « génie vif et bouillant par Fontenelle », il apporte à l’Académie, en des domaines variés, un grand nombre d’interventions et d’écrits, lesquels, affaiblis par le tempérament difficile de leur auteur, ne reçoivent pas toujours l’attention espérée.
Soucieux de ne pas perdre ses travaux rejetés par l’Académie, Antoine Parent entreprend en 1703 la rédaction d’une sorte de journal (qu’il envisageait mensuel), recueil des connaissances du moment sur les mathématiques et la physique, avec ses réflexions et critiques sur les principaux auteurs, ainsi que de quelques-uns de ses propres travaux.
Ce journal n’ayant que peu de succès, Parent choisit alors de rassembler son travail en un ouvrage de deux volumes, qu’il publie en 1705, sous le titre de Recherches de mathématique et de physique. L’ouvrage reparaîtra en 1713, augmenté d’un troisième volume, sous le titre : Essais & Recherches de Mathématique & de Physique . Nouvelle édition, augmentée d'un troisième volume, & d'un tiers au moins en chacun des deux premiers. (Cf. infra § Publications/livres). Ces ouvrages, jugés à l’époque avec sévérité en raison, entre autres, de l’obscurité de l’auteur, de ses critiques trop présentes (notamment envers la science cartésienne) et souvent infondées, de l’ordre peu agréable des matières, ne rencontreront pas davantage de succès.
Prolifique invétéré, Antoine Parent s'exprime aussi sur d’autres supports et publie de nombreux articles scientifiques dans des organes de presse, tels que le Journal des Savants, le Nouveau Mercure (de Trévoux), les Mémoires de Trévoux, le Mercure galant. (Cf. infra § Publications),.

### Ses apports principaux à la science
Si Antoine Parent peine, à son époque, à faire valoir son mérite scientifique, ses écrits révéleront plus tard l’importance et le caractère précurseur que recelaient certains de ses travaux.
Ainsi, dans son mémoire de 1704 intitulé La plus grande perfection possible des machines, Antoine Parent dénonce le fait que les concepteurs de machines les créent de façon empirique sans se soucier d'économiser les moyens à mettre en œuvre pour obtenir l’effet escompté, utilisant pour cela « autant de force pour une seule machine qu’il en faudrait pour en mouvoir plusieurs semblables. ».
Il propose quant à lui une solution raisonnée, fondée sur la physique, pour obtenir, indépendamment des frottements, l’effet maximal qu’un moulin à eau (et, par extension, une machine) puisse donner.
Dans cette recherche, par le calcul, d’une maximalité (à savoir la part maximale que la machine pourra restituer de la force qui l'actionne) et d’une optimisation de l’effet, il se distingue comme un pionnier dans l’histoire des sciences. Selon Bélidor, « cette découverte mérite d’être regardée comme une des plus importantes que l’on ait fait depuis le renouvellement des Sciences et des Beaux Arts. »,,.
Il innove aussi en mettant en avant la préoccupation économique sous-tendue par sa recherche d’optimisation, en précisant que l’empirisme habituel « ne peut manquer de causer un grand préjudice aux propriétaires, aux machinistes mêmes, et à ceux qui s’associent avec eux. ».
En mécanique des matériaux, Antoine Parent a dérivé en 1713 la formule correcte pour le calcul de la distribution des contraintes dans une poutre chargée, et déterminé pour la première fois l'existence d'une contrainte de cisaillement. Cette analyse mettra pourtant de nombreuses années avant d'être reconnue et appliquée par d'autres scientifiques.
En géométrie analytique, Antoine Parent a proposé que toute surface pouvait être représentée par une équation entre les trois coordonnées de n'importe lequel de ses points, une idée novatrice à son époque. Ses travaux, peu considérés de son vivant, ont jeté les bases de développements ultérieurs en mécanique des solides et en analyse structurelle.

## Publications

### Livres
- Antoine Parent, Éléments de Mécanique et de Physique : où l'on donne géométriquement les principes du choc et des équilibres entre toutes sortes de corps, avec l’explication naturelle des machines fondamentales., Paris, Florentin et Pierre Delaulne, 1700, 588 p. (lire en ligne).

- Antoine Parent (l'ouvrage comprend aussi deux tables d'autres publications de l'auteur réparties dans différents journaux et mémoires - Cf. p. 237 du volume et p. 53 du supplément), Traité d'Arithmétique Theori-Pratique, en sa plus grande perfection, divisé en deux parties : où l'on réduit à des principes généraux les opérations numériques, qui regardent principalement les arts et le commerce, tant en entiers qu'en parties usuelles, et aussi en logarithmes, en fractions communes, et en décimales..., Paris, Jean de Nully et Claude Jombert, 1714, 240 pages et supplément de 54 pages (lire en ligne).

- Antoine Parent, Essais et recherches de mathématiques et de physique : Nouvelle édition augmentée d'un troisième volume et d'un tiers au moins en chacun des deux premiers, vol. 3, Paris, J. de Nully, 1713, respectivement 794, 837 et 667 vues,« Lire en ligne : Volume 1 »,« Volume 2 »,« Volume 3 ».

### Mémoires et articles (liste non-exhaustive)

#### Académie des sciences (France)
- Détermination du temps auquel le mouvement du Soleil en Longitude est égal à son mouvement en ascension droite, dans Histoire de l'Académie royale des sciences, 1704, pp. 134-136 « Lire en ligne », sur gallica.bnf.fr.

- Nouvelle Statique avec frottements, et sans frottements, ou règles pour calculer les frottements des machines dans l'état d'équilibre, premier mémoire, qui contient tout ce qu'il se fait sur des plans inclinés., 1704, pp. 173-186  « Lire en ligne= », sur gallica.bnf.fr.

- Nouvelle Statique avec frottements, et sans frottements, ou règles pour calculer les frottements des machines dans l'état d'équilibre. Second mémoire : Trouver la force avec laquelle il faut pousser un coin pour séparer un corps, au directement, ou sur un point fixe ou sur deux., 1704, pp. 186-197 « Lire en ligne », sur gallica.bnf.fr.

- Nouvelle Statique avec frottements, et sans frottements, ou règles pour calculer les frottements des machines dans l'état d'équilibre. Troisième mémoire : Des poulies et de leurs tourillons., 1704, pp. 206-209 « Lire en Ligne », sur gallica.bnf.fr.

- Sur la plus grande perfection possible des machines., 1704, pp. 323-338 « Lire en ligne », sur gallica.bnf.fr.

- Expériences pour connaître la résistance des bois de chêne et de sapin., 1707, pp. 512-516 « Lire en ligne », sur gallica.bnf.fr.

- Des résistances des tuyaux cylindriques pour des charges d'eau et de diamètres donnés., 1707, pp. 105-111 « Lire en ligne », sur gallica.bnf.fr.

- Des résistances des poutres, par rapport à leur longueur ou portée, et à leurs dimensions et situations, et des poutres de plus grande résistance, indépendamment de tout système physique., 1708, pp. 17-31 « Lire en ligne », sur gallica.bnf.fr.

- Du plan sur lequel un corps descendant fait sur chaque partie des impressions, que font en raison réciproque des temps qu'il emploie à les parcourir., 1708, pp. 224-227 « Lire en ligne », sur gallica.bnf.fr.

- Problème géométrique. Trouver des cylindres, des cônes circulaires, elliptiques, paraboliques, entiers ou tronqués, des segments de Sphère, des paraboloïdes, et c. égaux en même temps en surface courbe et en solidité avec une même sphère., 1709, pp. 118-131 « Lire en ligne », sur gallica.bnf.fr.

- Des points de rupture des figures. Premier Mémoire des figures retenues par un de leurs bouts, et tirées par telles et tant de puissances qu'on voudra., 1710, pp. 177-194 « Lire en ligne », sur gallica.bnf.fr.

- Quatrième Mémoire de la nouvelle Statique. Calcul des puissances nécessaires pour vaincre les frottements des essieux dans les Machines, & des angles que leurs directions doivent faire, afin que ces frottements soient les moindres qu'il se puisse., 1712, pp. 96-107 « Lire en ligne », sur gallica.bnf.fr.

#### leJournal des Sçavans
- Détermination de la situation en laquelle toute Machine composée de poids finis solides ou liquides doit demeurer en repos ; ou Réfutation générale du Mouvement perpétuel., 1700, pp. 260-265 « Lire en ligne », sur gallica.bnf.fr.

- Démonstration Metaphyfico-Géométrique du Système de Copernic pris à la lettre, supposé le consentement de l'Eglise Catholique., 1701, pp. 4-8 « Lire en ligne », sur gallica.bnf.fr.

- Conjecture sur la pesanteur & les Autres vertus sympathiques, et sur la vertu élastique, 1701, pp. 66-70 « Lire en ligne », sur gallica.bnf.fr.

- Démonstration des XIII théorèmes de la force centrifuge proposés sans démonstration par M. Hughens de Zultchem, à la fin de son traité de la pendule, augmentés de ceux qui manquaient, et remis dans leur ordre naturel., 1701, pp. 230-235 « Lire en ligne », sur gallica.bnf.fr.

#### LesMémoires de Trévoux
- De la situation de l'œil, qui donne les représentations des parties égales de la Sphère, les plus égales qu'il soit possible, avec la manière de faire des Mappemondes et des Cartes Chorographiques sur ce principe, & d'y mesurer toutes sortes de distances., juillet 1712, p. 1240 « Lire en ligne », sur books.google.fr

- Solution d'un problème général de perspective, qui contient les principales difficultés qui surviennent en la pratique., octobre 1712, p. 1826 « Lire en ligne », sur books.google.fr

- Des proportions, des figures du nombre des ailes des Moulins à vent verticaux, propres à augmenter la force et diminuer les frais le plus qu'il est possible., décembre 1712, p. 2176 « Lire en ligne », sur books.google.fr

- Méthode nouvelle pour couvrir les Places de guerre contre les batteries de l'ennemi, avec un projet d'une nouvelle enceinte de Place, tiré de douze des plus célèbres fortificateurs., février 1713, p. 348 « Lire en ligne », sur books.google.fr

- Réflexions nouvelles et Démonstrations sur les règles d'alliage et sur les fausses positions., mars 1713, p. 520 « Lire en ligne », sur books.google.fr

- Premier Problème de la Manœuvre. Trouver la surface plane située verticalement dans un fluide & poussée par un autre fluide, toujours au même sens., janvier 1714, p. 154 « Lire en ligne », sur books.google.fr

- Manière de résoudre les questions qui dépendent de la vertu centrifuge, indépendamment de la connaissance et des rayons des développées, appliquée à une pendule indiquée par M. le Marquis de l'Hôpital., juin 1714, p. 1089 « Lire en ligne », sur books.google.fr

- Analyse d'un nouveau livre intitulé : Essai d'une nouvelle Théorie de la Manoeuvre des Vaisseaux. Par J. Bernoulli, 1714, dans laquelle on trouve la résolution de plusieurs problèmes de manœuvre., avril 1715, p. 697 « Lire en ligne », sur books.google.fr

- Résolution de trois problèmes célèbres tentés par M. Bernoulli dans son Essai d'une nouvelle Théorie de la Manœuvre., mai 1715, p. 893 « Lire en ligne », sur books.google.fr

- Seconde partie d'un mémoire sur les taches du soleil et de la lune, ou sur les volcans célestes, où l’on confirme le système établi dans la première partie., février 1716, p. 321 « Lire en ligne », sur books.google.fr

- Suite des Remarques sur les Volcans, où il est parlé des Volcans cachés sous les eaux ; ou explication des trombes ou colonnes d'eau qui s'élèvent de la mer jusqu'aux nues, et par occasion des Ouragans et des Monsons., juin 1716, p. 1169 « Lire en ligne », sur books.google.fr